# Mechanitis polymnia
Mechanitis polymnia là một loài bướm thuộc họ Nymphalidae. Nó được tìm thấy ở México to the Amazon Rainforest. Sải cánh dài 65–75 milimét (2,6–3,0 in). Ấu trùng ăn Solanum species.

## Hình ảnh

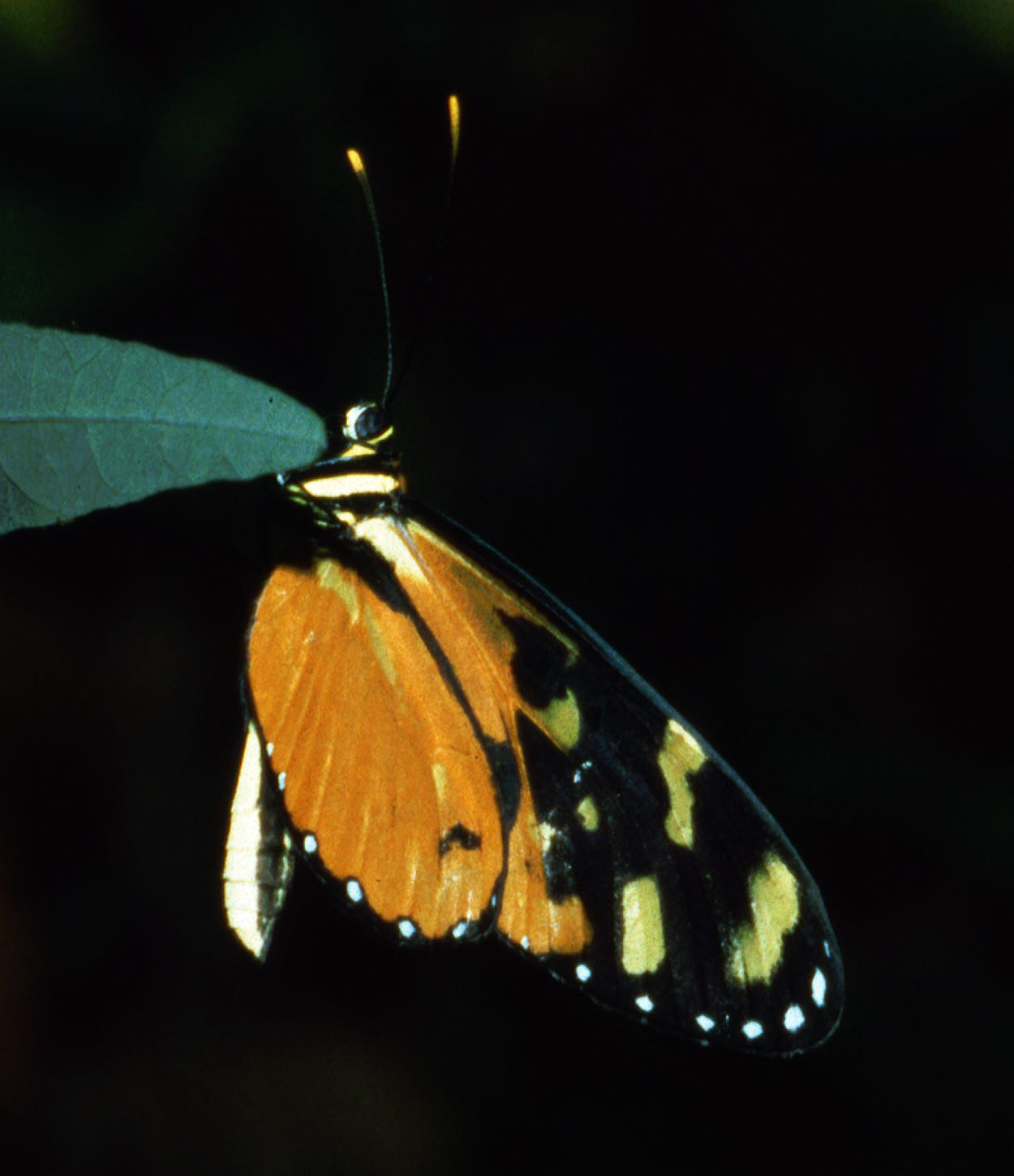
Living specimen
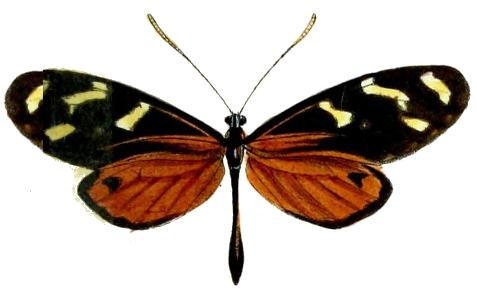
Mechanitis polymnia isthmia